# Igreja fortificada
Uma igreja fortificada é uma igreja construída para desempenhar um papel defensivo em tempos de guerra. Tais igrejas foram especialmente projetadas para incorporar características militares, como paredes grossas, ameias e canhoneiras. Outras, como a Catedral de Ávila, foram incorporadas à muralha da cidade. Igrejas com defesas externas adicionais, como cortinas e torres de muralhas, são frequentemente chamadas mais especificamente de igrejas-fortalezas ou Kirchenburgen (literalmente "castelos igrejas").
A maioria das igrejas fortificadas remontam aos períodos da Europa que foram atormentados por conflitos frequentes, por exemplo, os da região de Dordonha, na França, disputados pela França e pela Inglaterra na época medieval, e na Transilvânia, durante as invasões otomanas. Igrejas fortificadas também foram construídas em locais controlados por impérios coloniais, como uma nas Filipinas.

## Bielorrússia
Embora muitas igrejas fortificadas em vários estilos existissem nas terras da Bielorrússia, apenas um punhado sobreviveu até hoje. As mais famosas incluem igrejas cristãs ortodoxas de Muravanka e Synkavichy, bem como igrejas católicas fortificadas de Kamai e Ishkold'. Além das igrejas cristãs, existem também ruínas de sinagogas fortificadas ao redor do país, das quais a mais notável a de Bykhaw.

## França

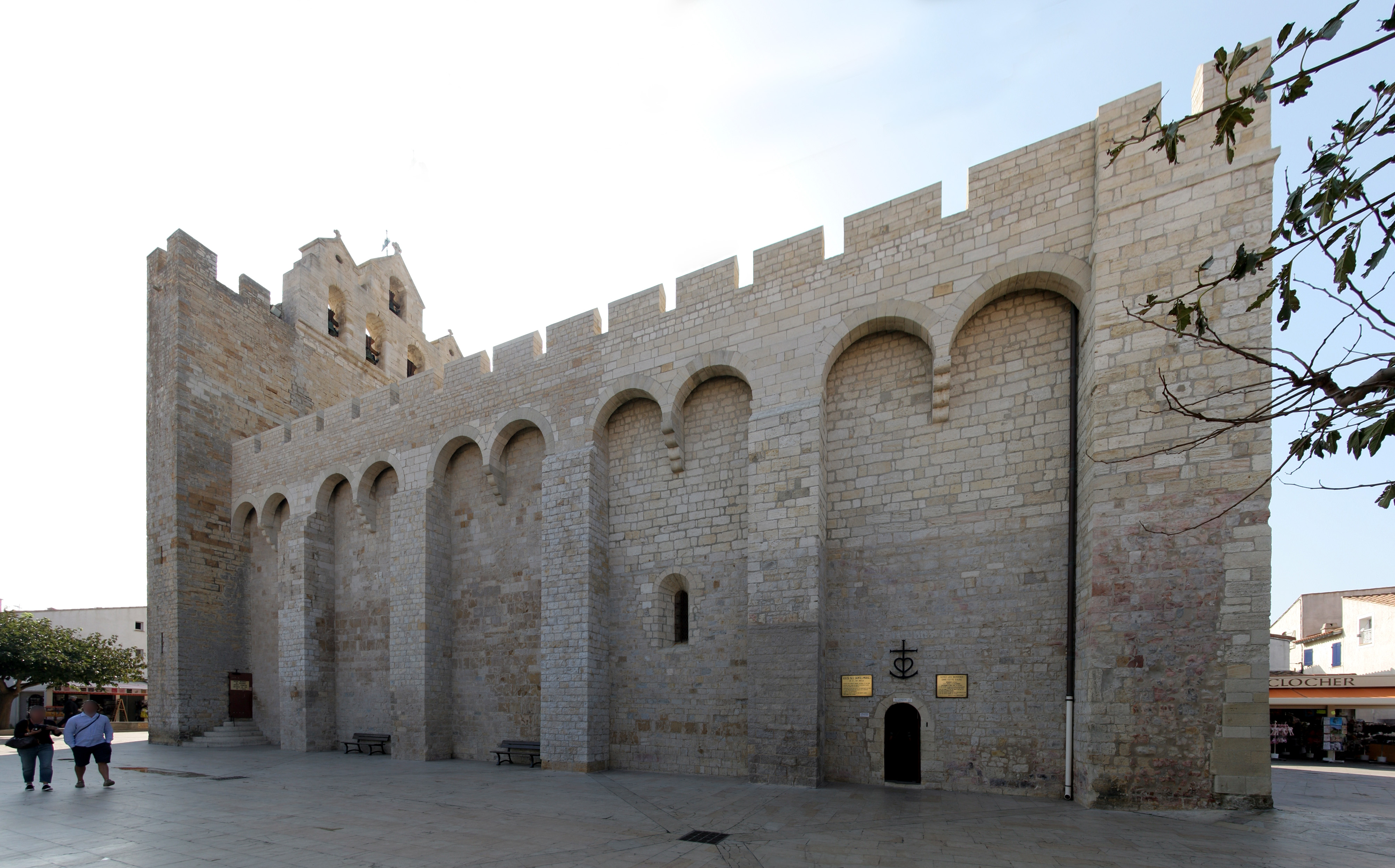
Igreja de Saint Michel, em Saintes-Maries-de-La-Mer

Cerca de 65 igrejas fortificadas são encontradas na região de Thiérache, perto da fronteira com a Bélgica, no norte francês. Estes foram construídos aqui porque era uma importante passagem terrestre na fronteira entre Champagne e Picardia. Como resultado, a área estava frequentemente sob ataque.

## Alemanha
Várias igrejas fortificadas foram preservadas ao redor do país, especialmente nos estados alemães de Baden-Württemberg, Baviera e Hesse. Exemplos são as igrejas de Kleinbreitenbach em Plaue, Kößlarn, Grafengehaig, Großrückerswalde, Mittelsaida, Büchenbach/Erlangen, Kriegenbrunn/Erlangen, Morsbach/Künzelsau, Espendfeld/Arnstadt e Finkenbach-Gersweiler.

## Irlanda
Várias igrejas fortificadas sobreviveram do período medieval, incluindo a Igreja Taghmon, a Antiga Igreja de Santa Maria, Clonmel e a Igreja de St Finian, Newcastle.

## Polônia
Um raro exemplo sobrevivente de uma igreja fortificada usada para fins defensivos é a Igreja de Santo André em Cracóvia, um dos edifícios de arquitetura românica mais antigos e mais bem preservados da Polónia. A igreja foi construída por um estadista polonês medieval Palatine Sieciech. Santo André foi a única igreja românica em Cracóvia a resistir ao ataque mongol de 1241.

## Portugal
Algumas igrejas, mosteiros e catedrais fortificadas medievais sobreviveram em Portugal até aos dias de hoje. Estes edifícios foram construídos em estilo românico ou gótico. Exemplos românicos são a Sé de Lisboa e a Sé Velha de Coimbra. Exemplos góticos são o Mosteiro de Leça do Balio e a Sé Catedral da Guarda.

## Romênia
A região da Transilvânia tem uma das maiores concentrações de números de igrejas fortificadas existentes dos séculos XIII a XVI. Mais de 150 aldeias da região contam vários tipos de igrejas fortificadas em bom estado de conservação. Sete destas igrejas estão atualmente incluídas no Património Mundial da UNESCO sob o nome de Aldeias com igrejas fortificadas na Transilvânia.

## Rússia
As igrejas medievais de calcário da Rússia às vezes pareciam torres e podiam ser usadas para fins defensivos. Pelo menos três igrejas nas regiões de Moscou e Tver foram descritas como estruturas defensivas construídas propositadamente: nomeadamente as Igrejas de Kamenskoye, Gorodishche e de Gorodnya.

## Eslovênia
Durante as Guerras Otomano-Habsburgo, as Terras Eslovenas foram submetidas a constantes ataques otomanos, que atingiram o seu auge no final do século XV e início do século XVI. Devido aos intensos e constantes ataques dos otomanos, várias igrejas de aldeias da região foram fortificadas, com 300 igrejas fortificadas estando no território da atual Eslovênia, com outras 50 na área vizinha do sul da Caríntia, da Áustria.
Estas eram conhecidas como tabors (que em esloveno moderno significa "acampamento"). Uma dúzia dessas igrejas sobreviveram até aos dias de hoje, sendo as mais famosas a Igreja de Santíssima Trindade em Hrastovlje, o Monte Santa Maria (perto de Liubliana), e Podbrezje, na Alta Carniola.
Existiram também alguns casos onde aldeias inteiras foram fortificadas. Os exemplos restantes são Šmartno nas colinas de Gorizia e Štanjel .

## Ucrânia

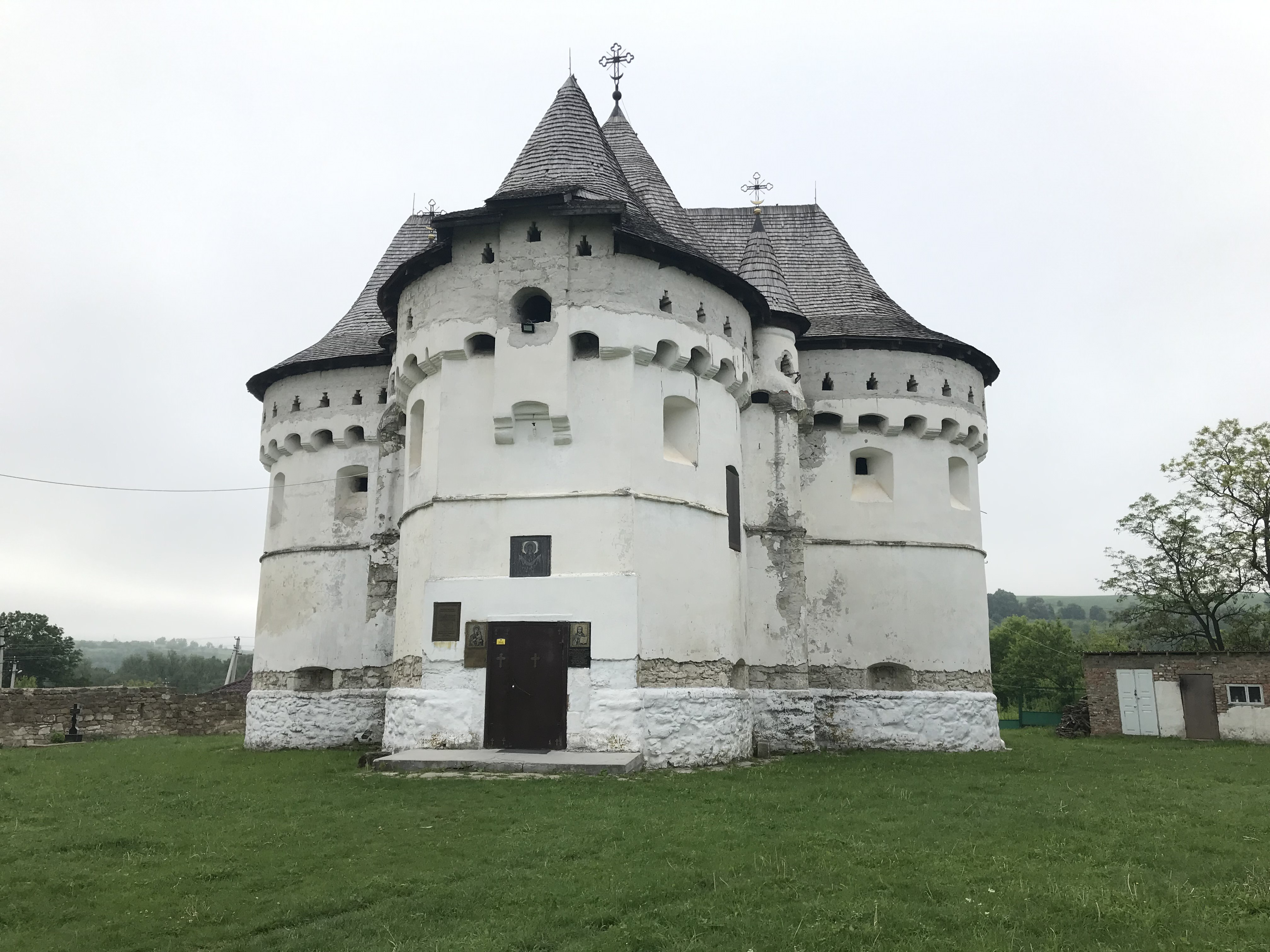
Igreja da Proteção de Nossa Santíssima Senhora Theotokos, na aldeia de Sutkivci

Na Ucrânia, as igrejas fortificadas foram construídas principalmente no final do século XIV e o final do século XVII, nas partes ocidental e central da Ucrânia moderna, mais notavelmente na Galiza e no Dnieper. Algumas destas igrejas foram construídas sobre fortificações existentes e foram modificadas nos anos posteriores, perdendo por vezes a sua aparência robusta. Atualmente, apenas algumas sobreviveram ao redor do país.

## Reino Unido

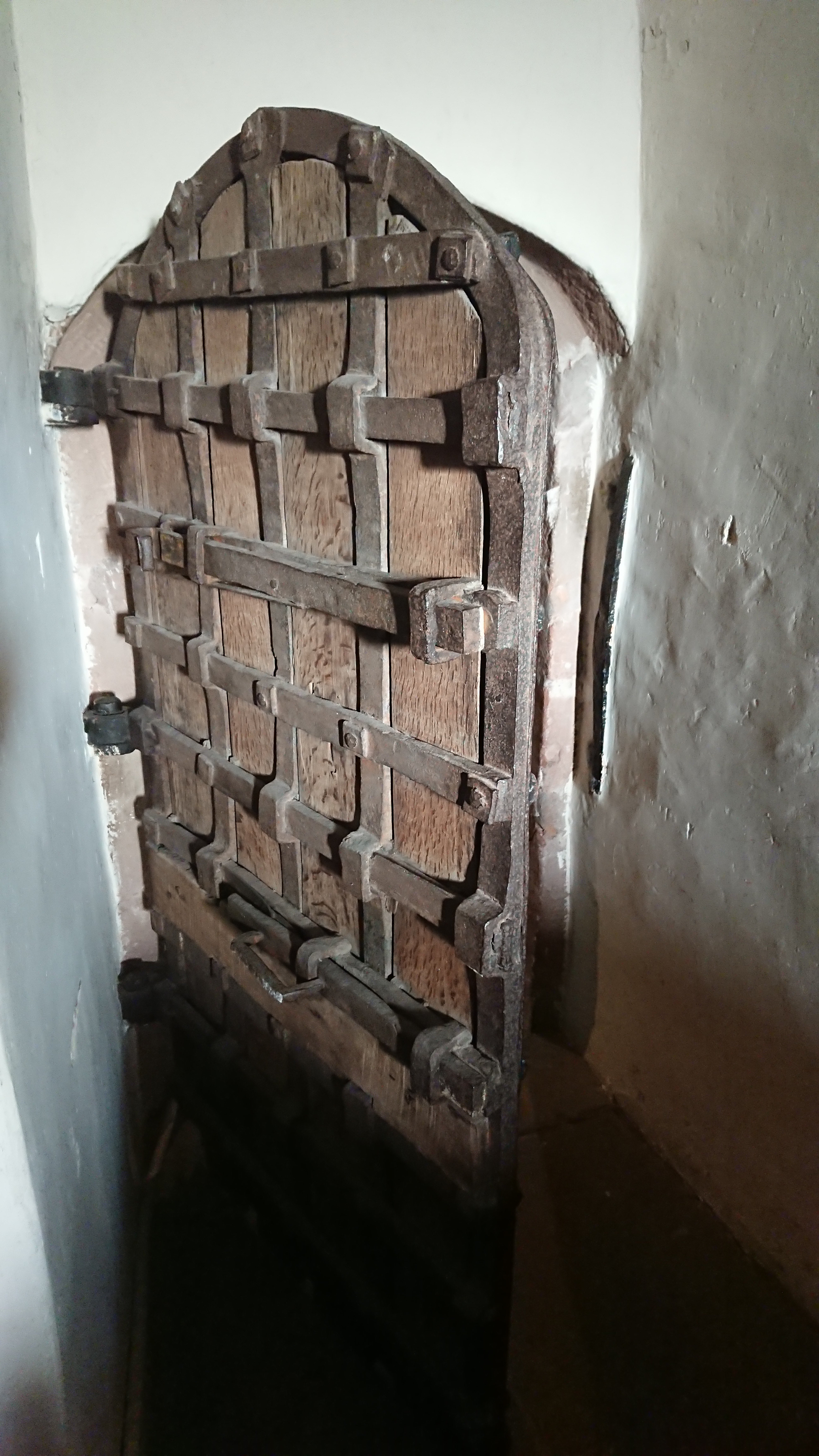
Yett ou porta com barras de ferro na Igreja de St Cuthbert em Great Salkeld, Cumbria, guardando o acesso à torre

Existem várias igrejas fortificadas da era medieval, perto da fronteira anglo-escocesa, onde a defesa foi uma consideração importante até o século XVII, quando a Inglaterra e a Escócia foram unidas em união pessoal sob o rei Jaime VI e I. A Igreja de Todos os Santos, Boltongate em Cumbria, é uma igreja fortificada com telhado abobadado de pedra à prova de fogo. Ainda em Cumbria, a Igreja de São Miguel, Burgh by Sands tem uma torre defensiva, e originalmente tinha duas. A torre oeste mantém o seu Yett, uma porta feita de barras de ferro entrelaçadas para repelir os atacantes.  A torre da Igreja de São João Batista em Newton Arlosh também é abobadada em túnel com janelas muito pequenas e não tem porta externa para o cemitério. A entrada era interna, no nível do primeiro andar.
Torres defensivas também podem ser encontradas na fronteira entre a Inglaterra e o País de Gales, por exemplo, a Igreja de São Miguel, em Garway, Herefordshire.

## Galeria

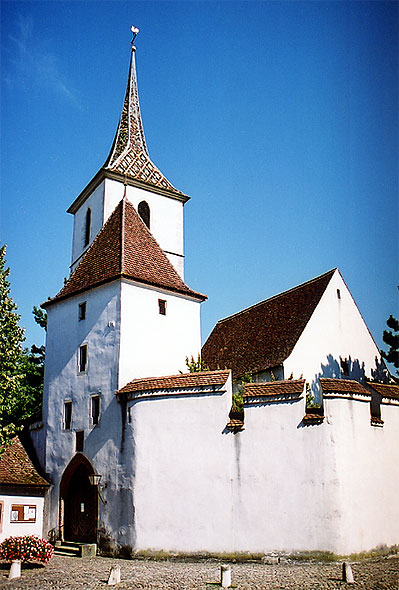
Igreja Fortificada em Muttenz, Suíça
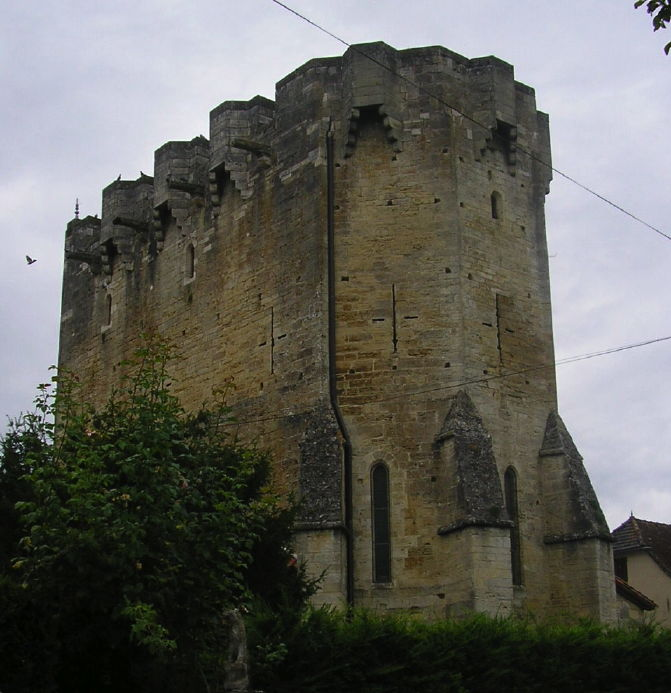
Igreja-Castelo em Rudelle, França
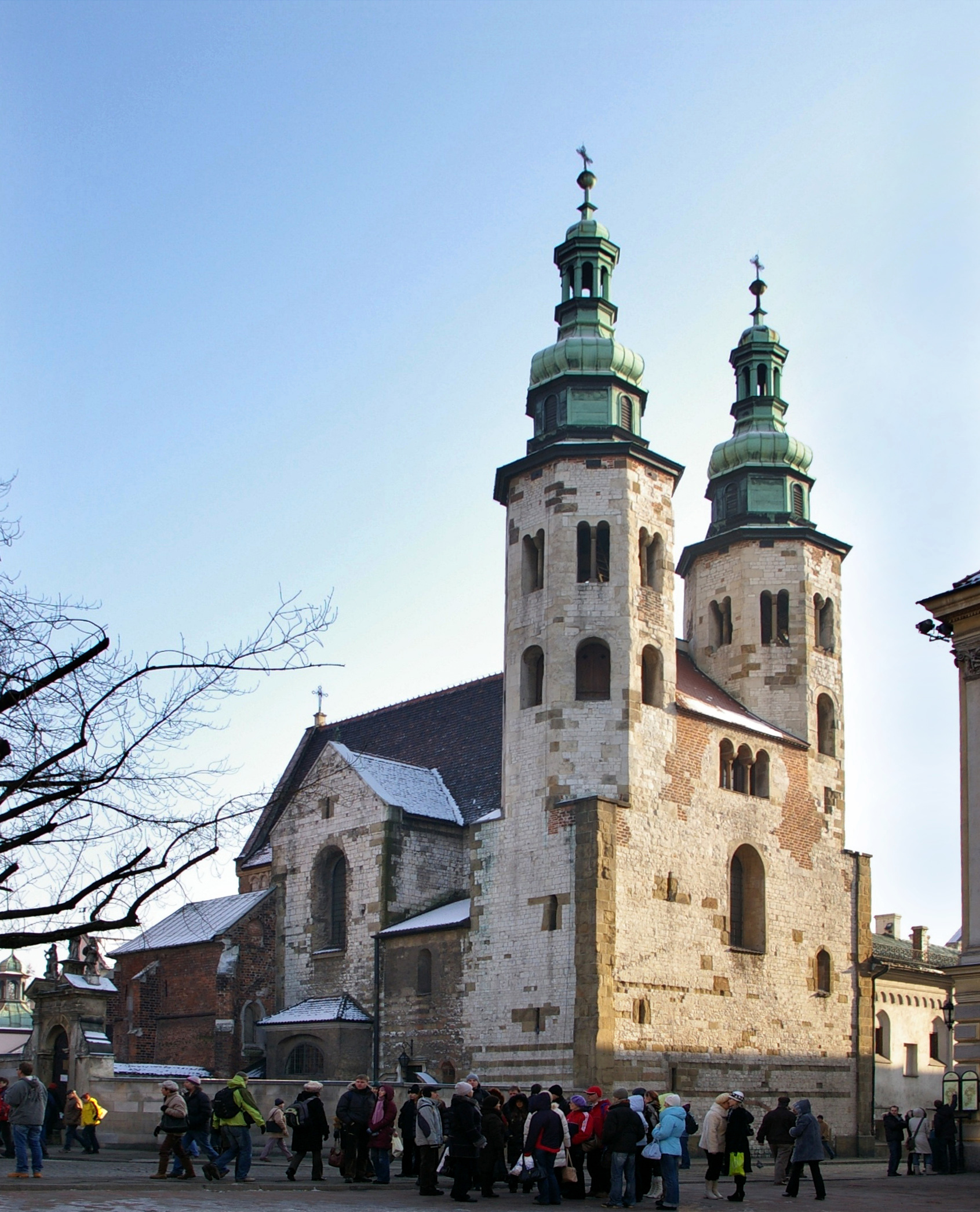
Igreja de Santo Andrew, Cracóvia, Polónia
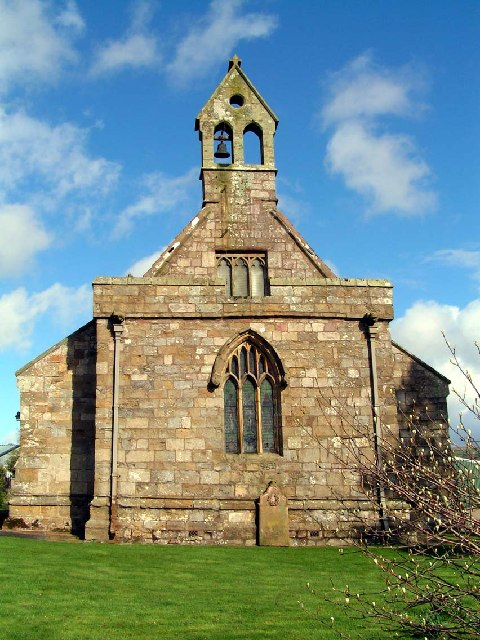
Igreja de todos os Santos, Inglaterra, com um parapeito defensivo
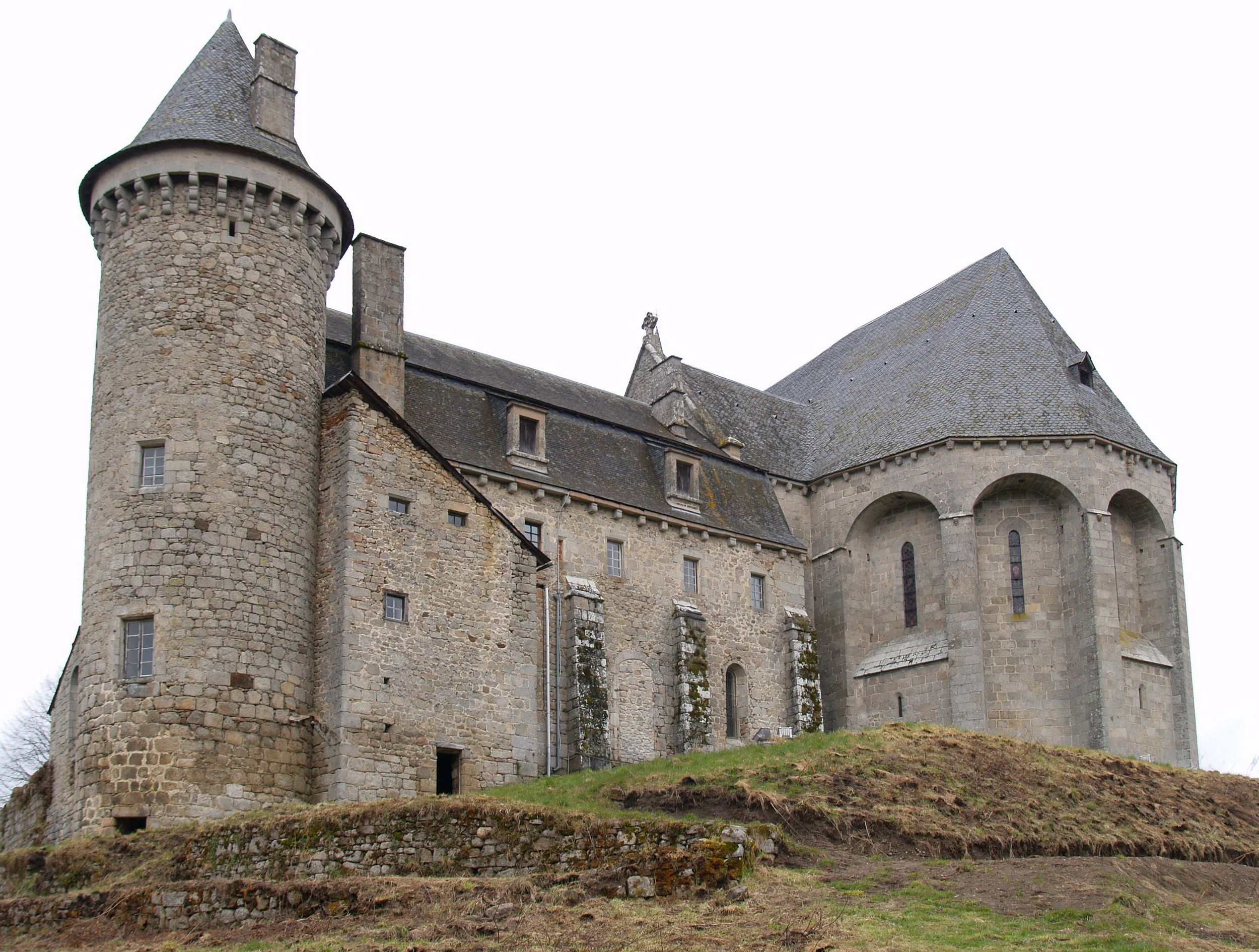
Igreja Fortificada de Saint-Angel, Corrèze, França.
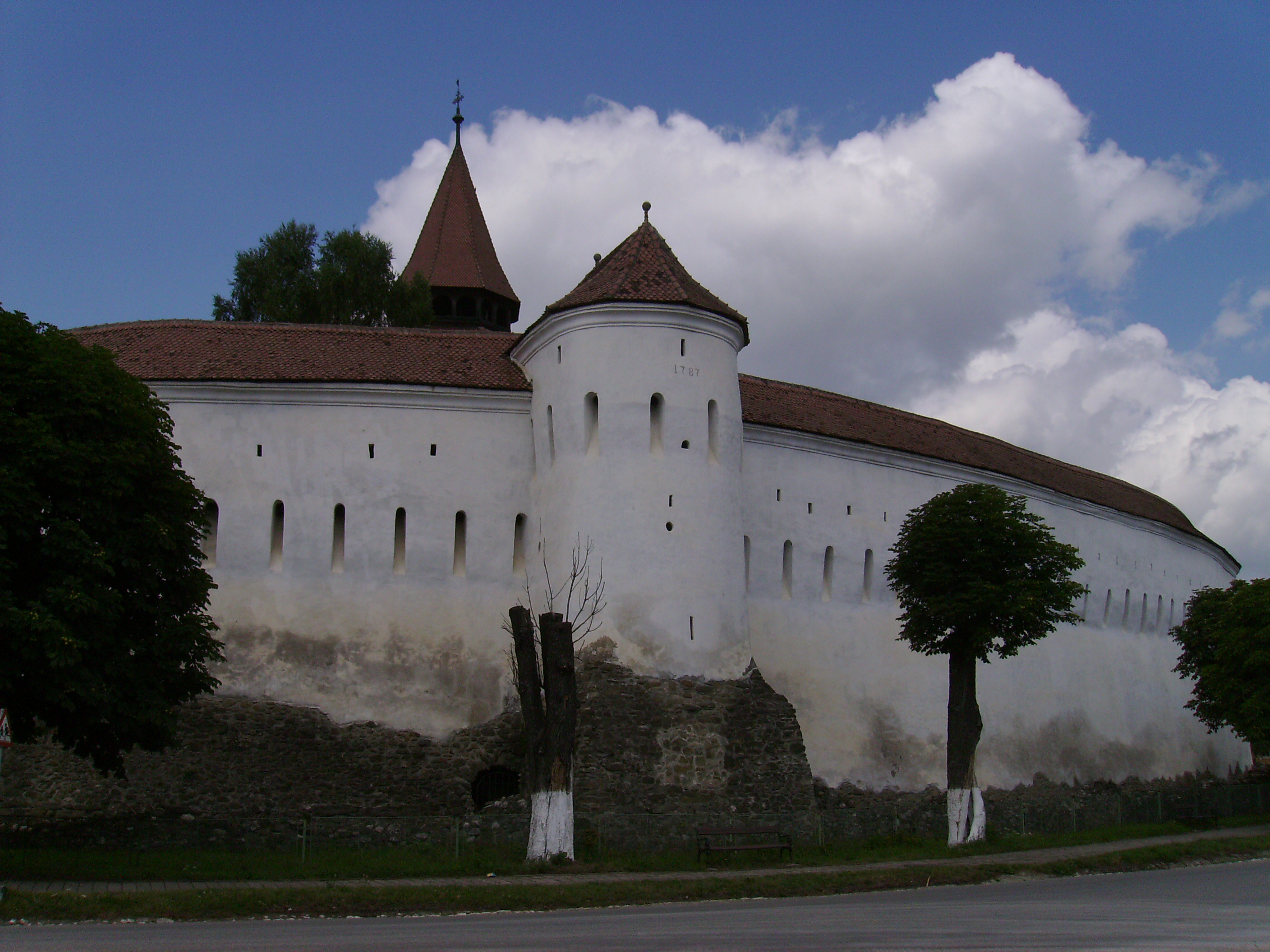
Igreja Fortificada de Prejmer , Romênia
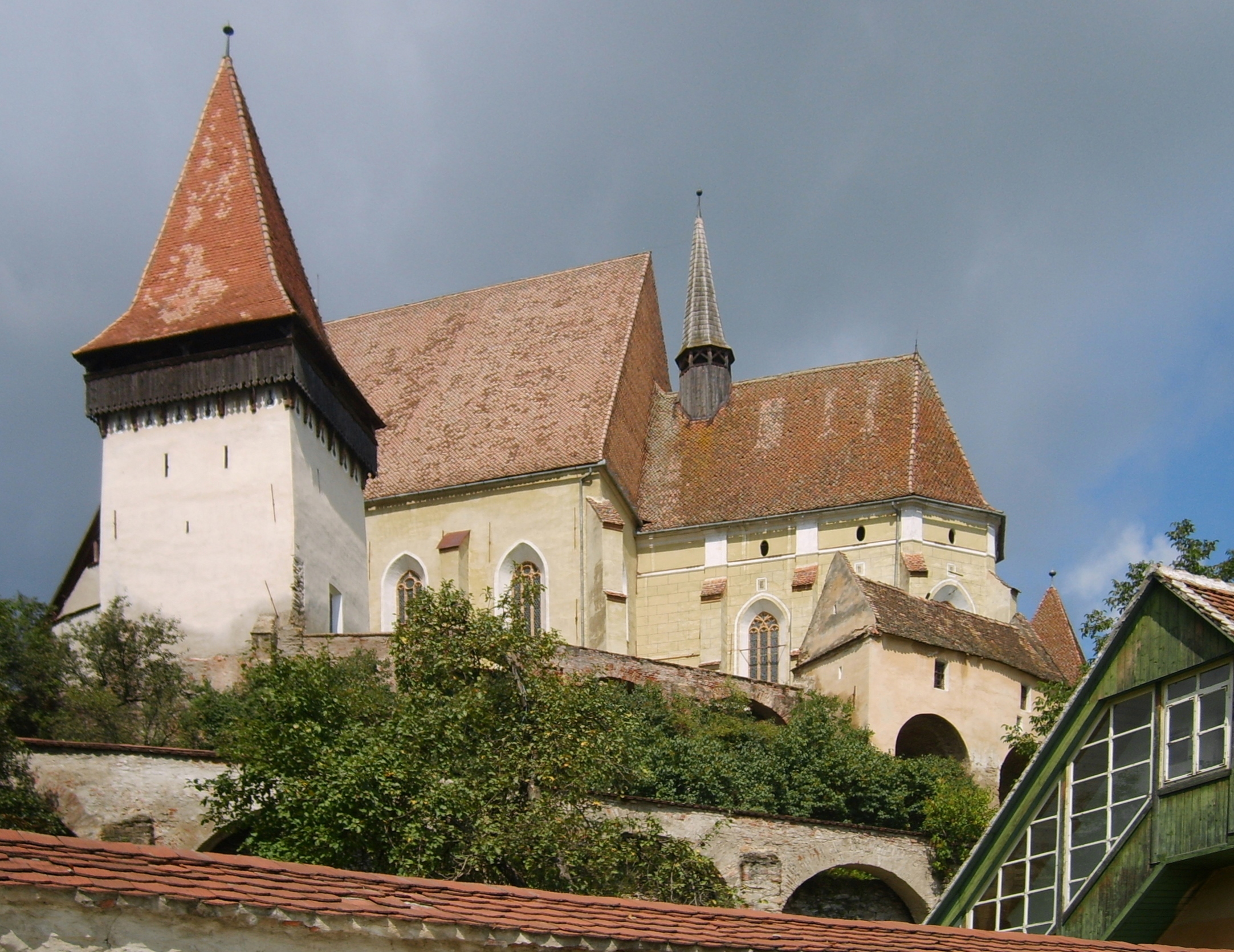
Igreja Fortificada de Biertan, Romênia
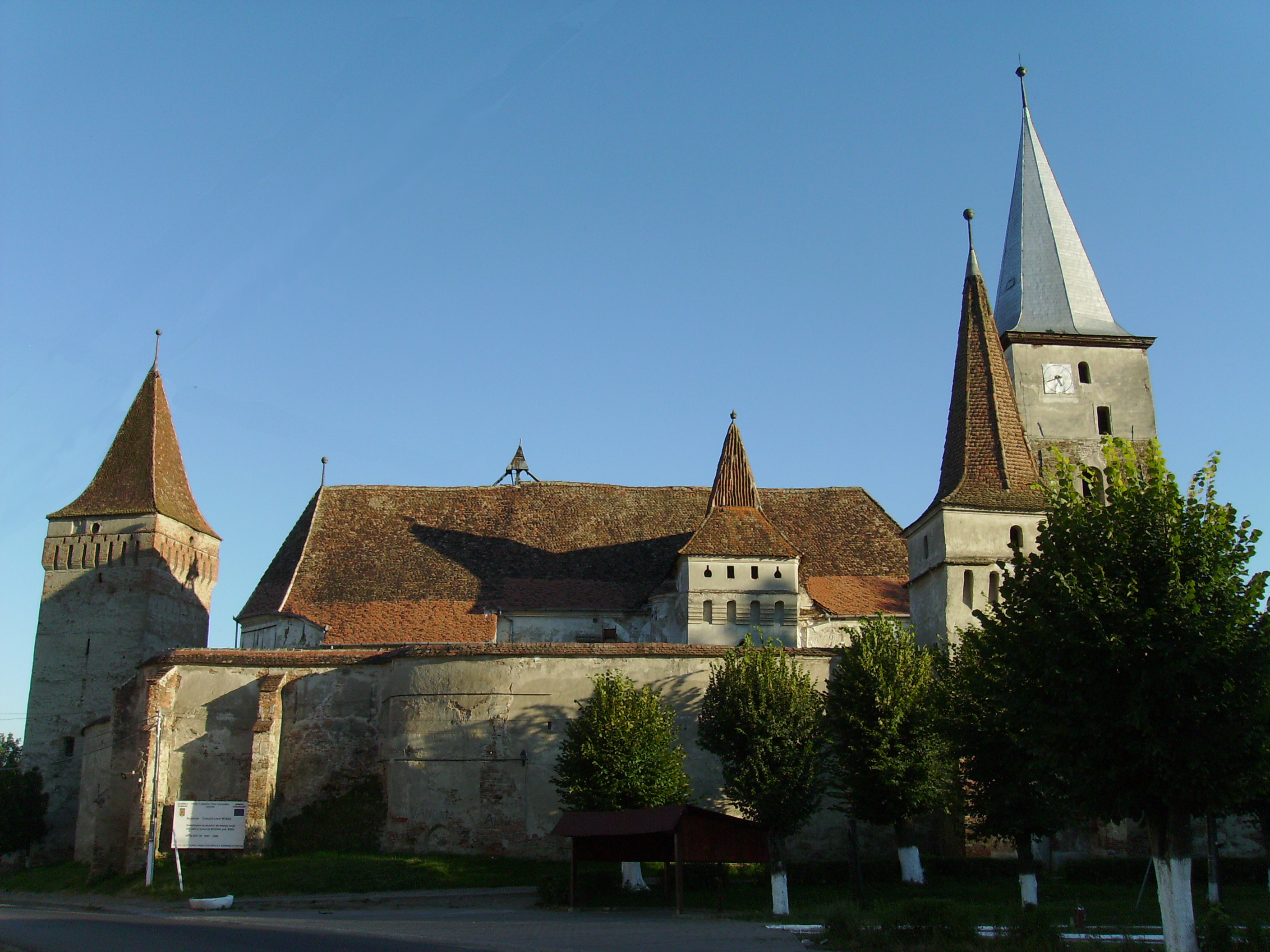
Igreja Fortificada de Moşna, Romênia
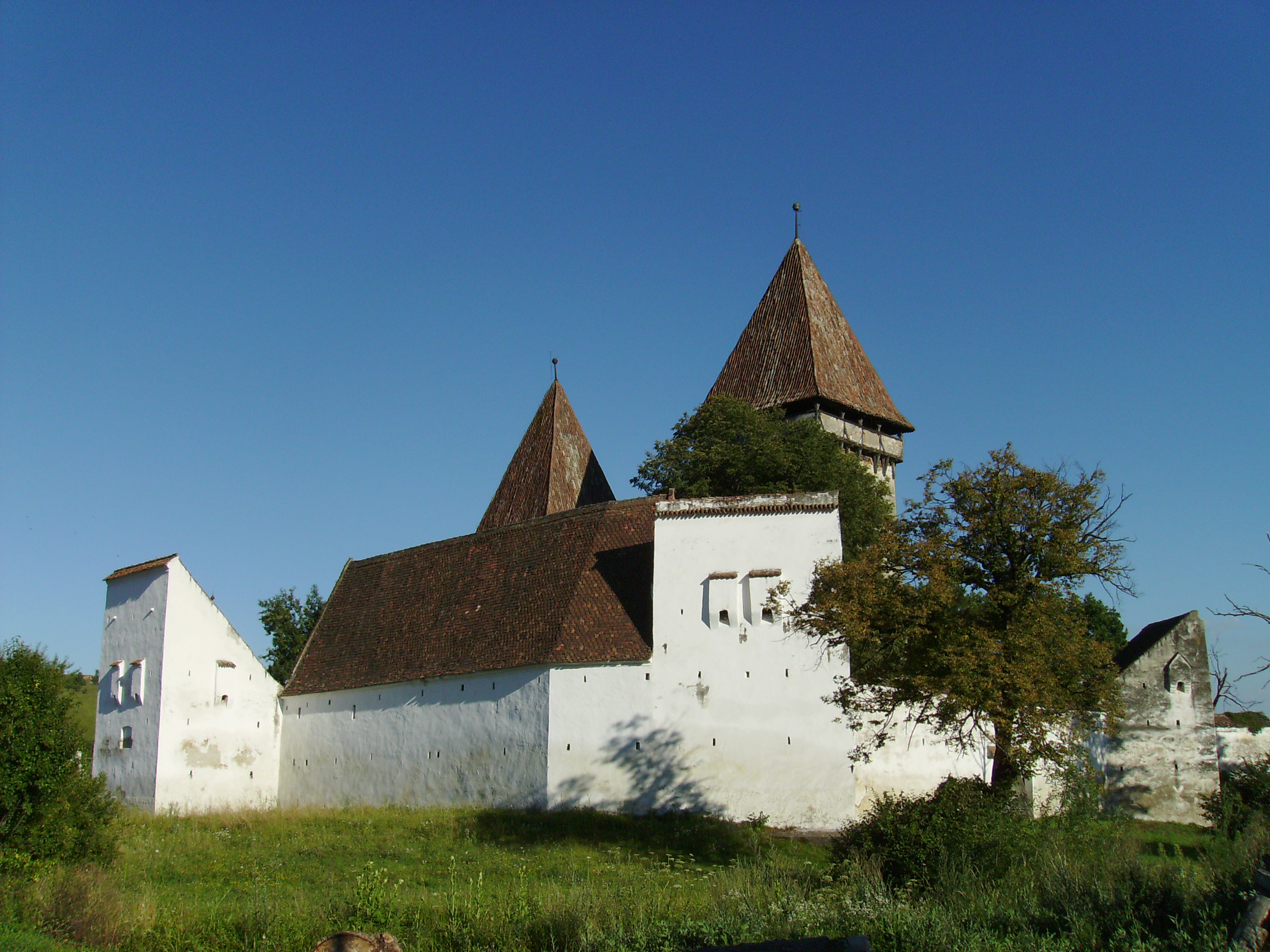
Igreja Fortificada de Dealu Frumos, Romênia
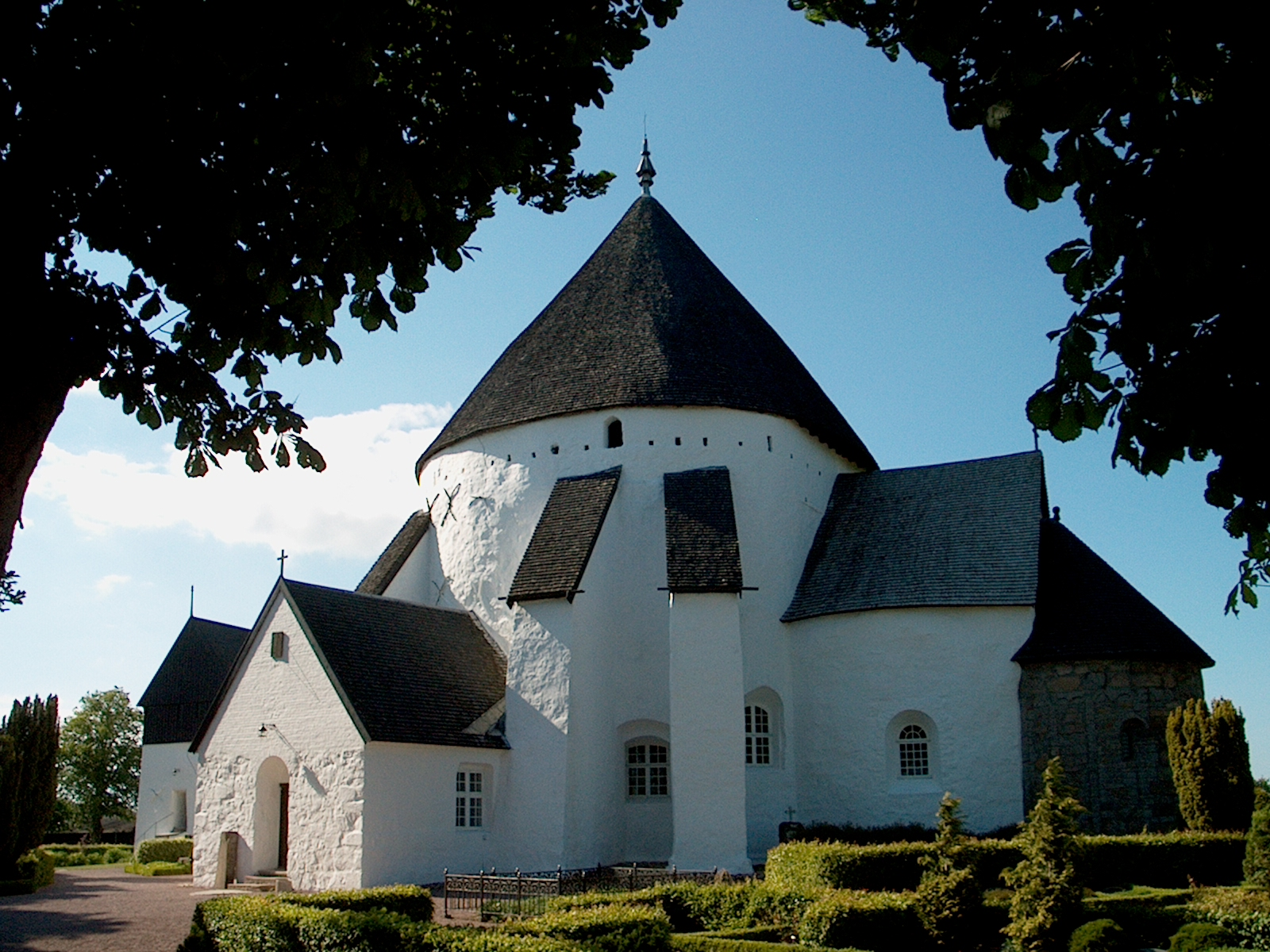
Igreja de Østerlars em Bornholm, Denmark
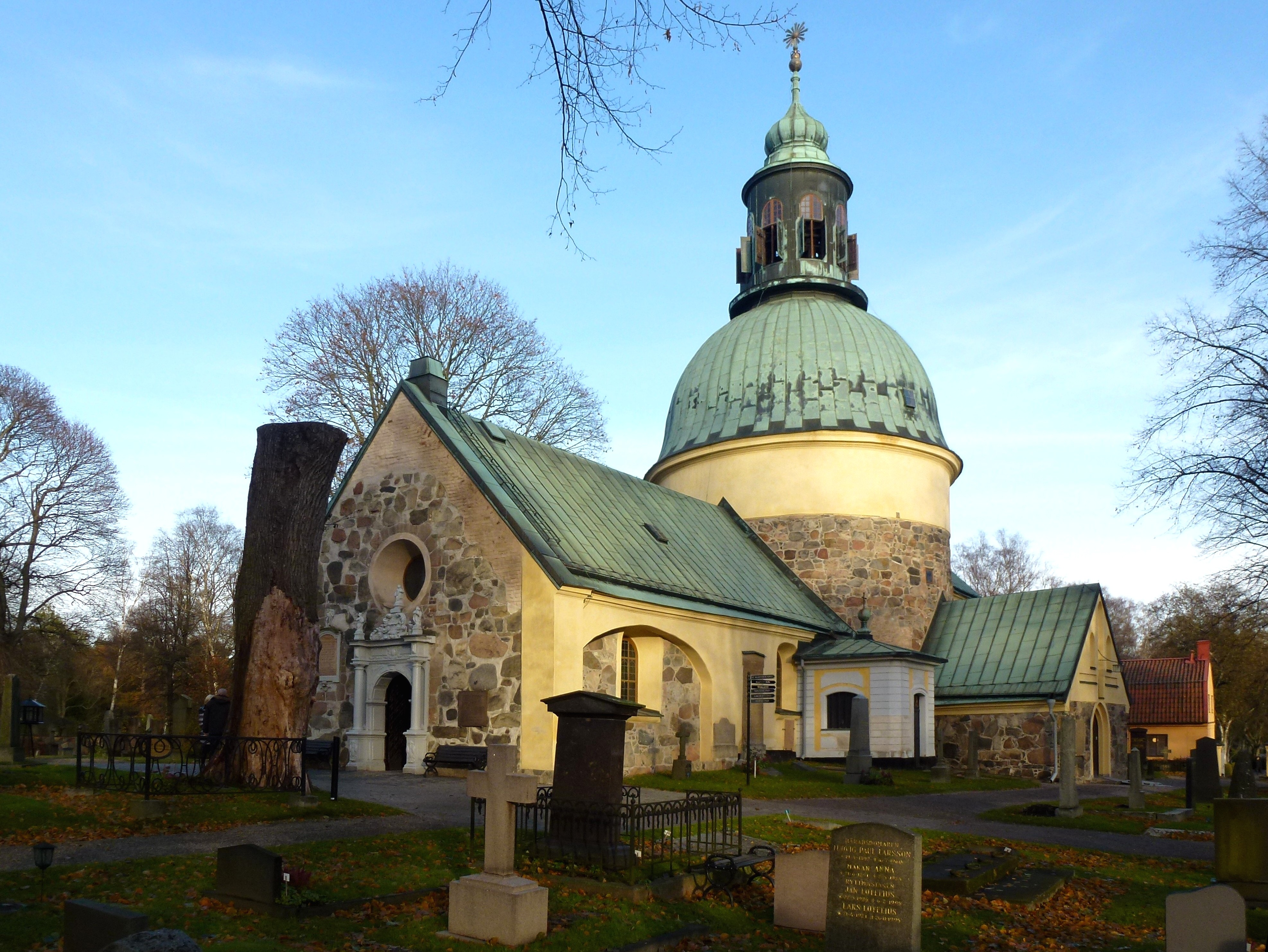
Igreja de Solna, perto de Estocolmo, Suécia
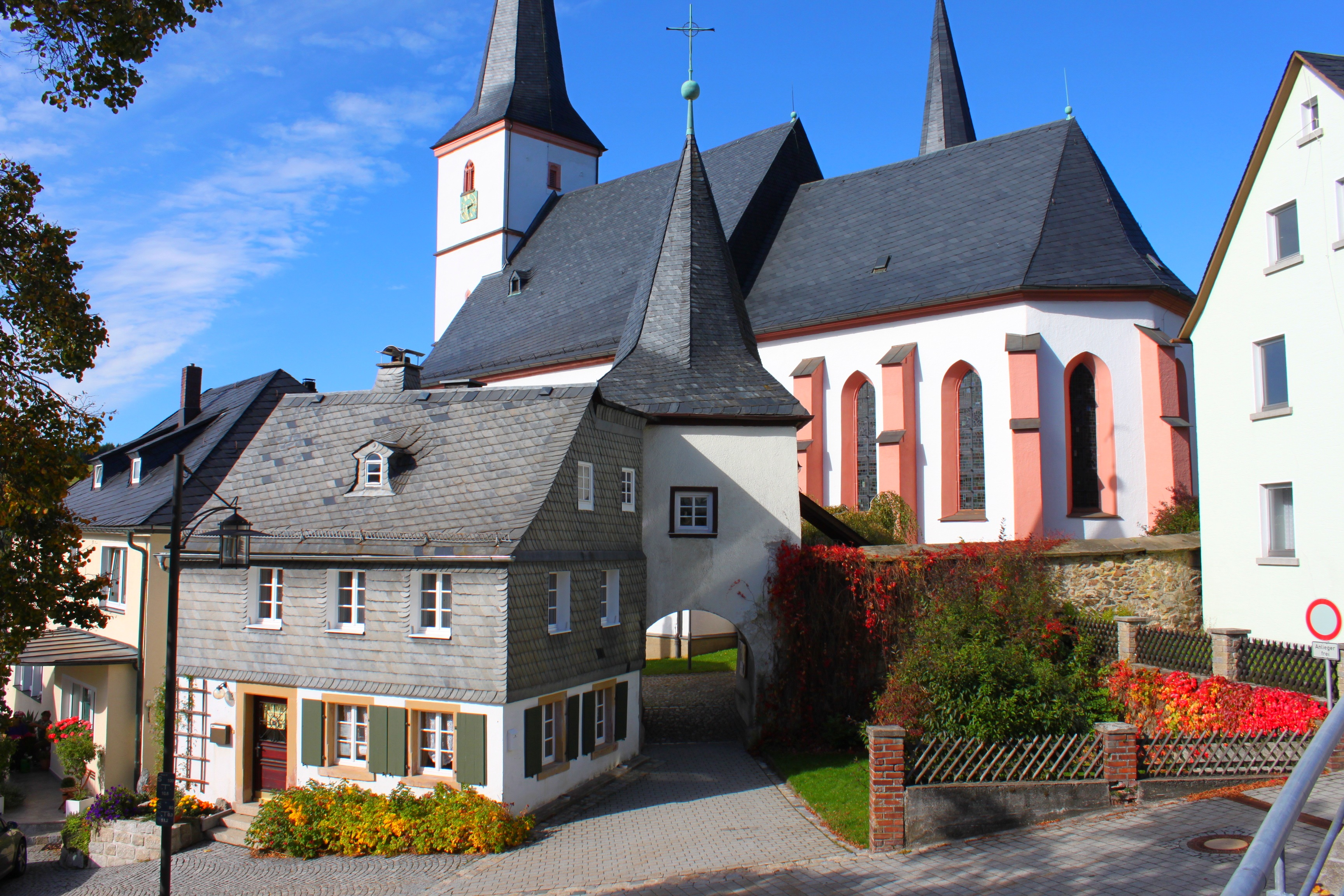
Igreja Fortificada de Grafengehaig, Baviera
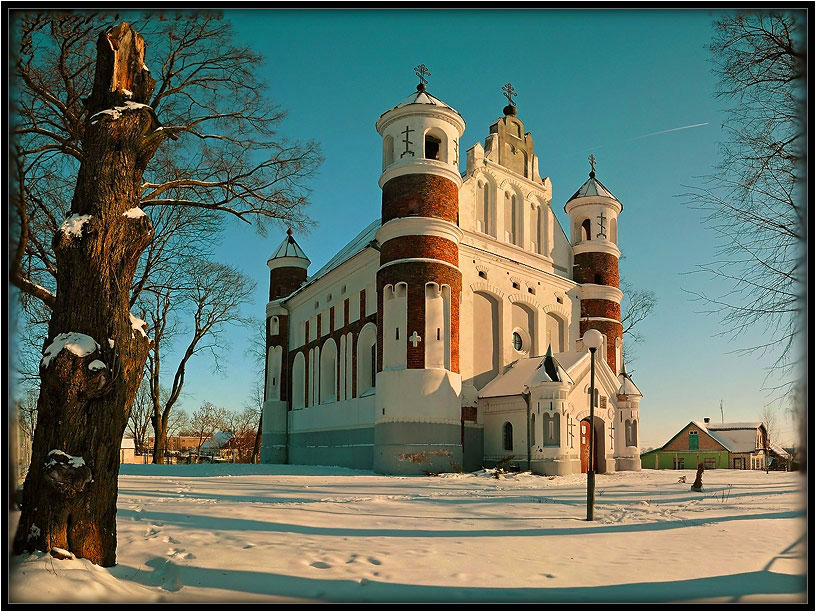
Igreja Fortificada de Muravanka, Belarússia
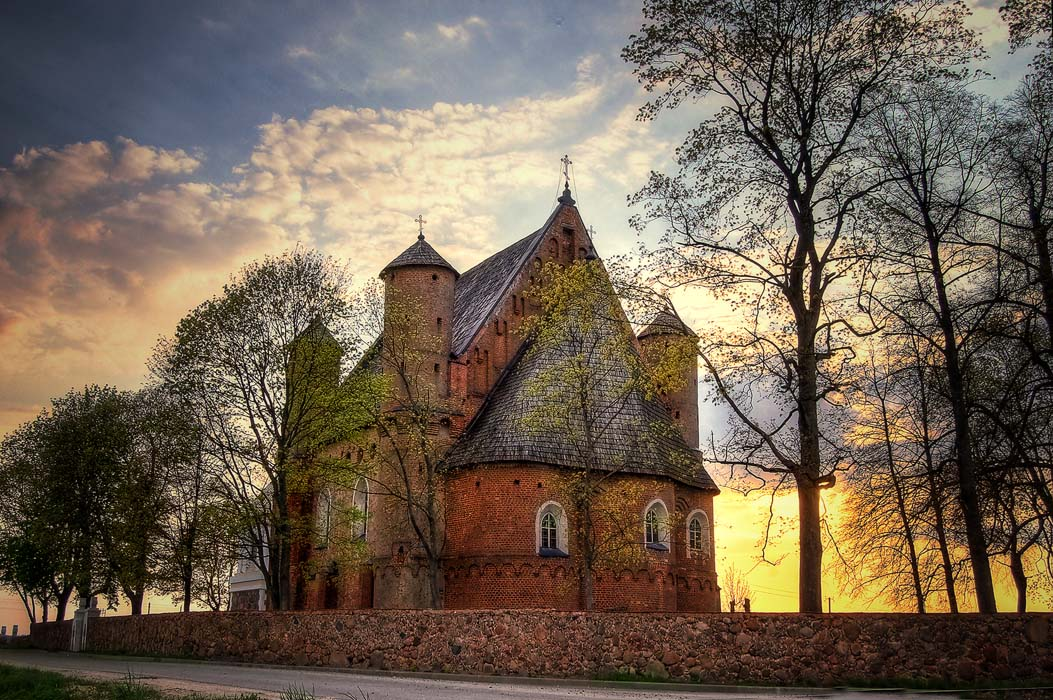
Igreja Fortificada de Synkovichi, Belarússia
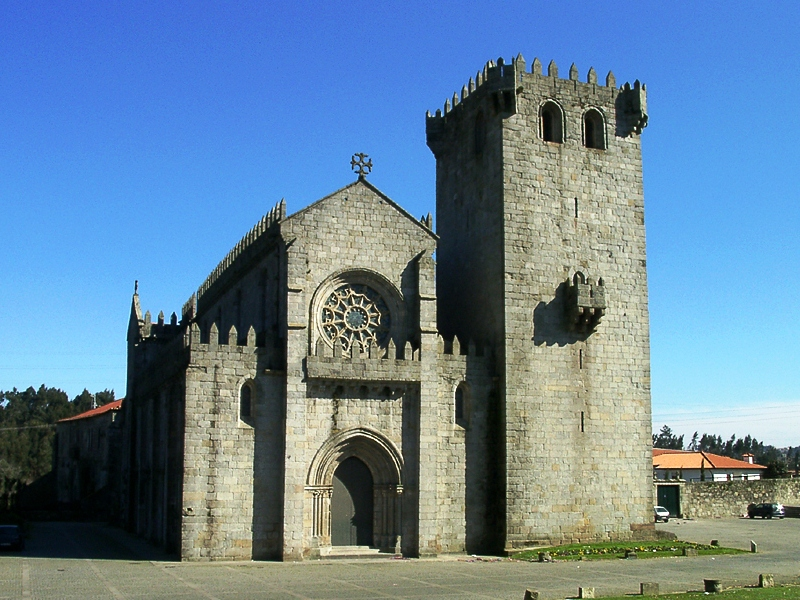
Igreja Fortificada de Leça do Balio, Portugal
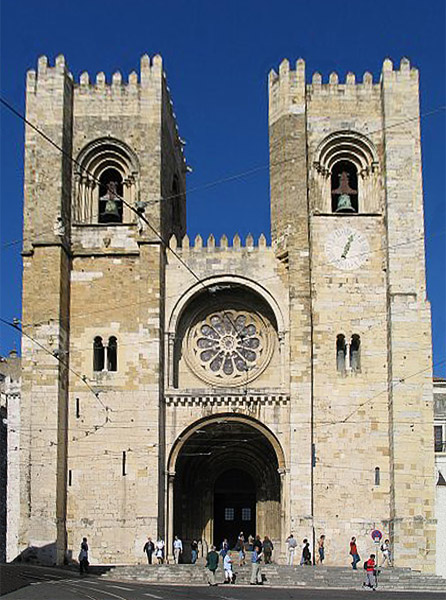
Catedral Fortificada de Lisboa, Portugal
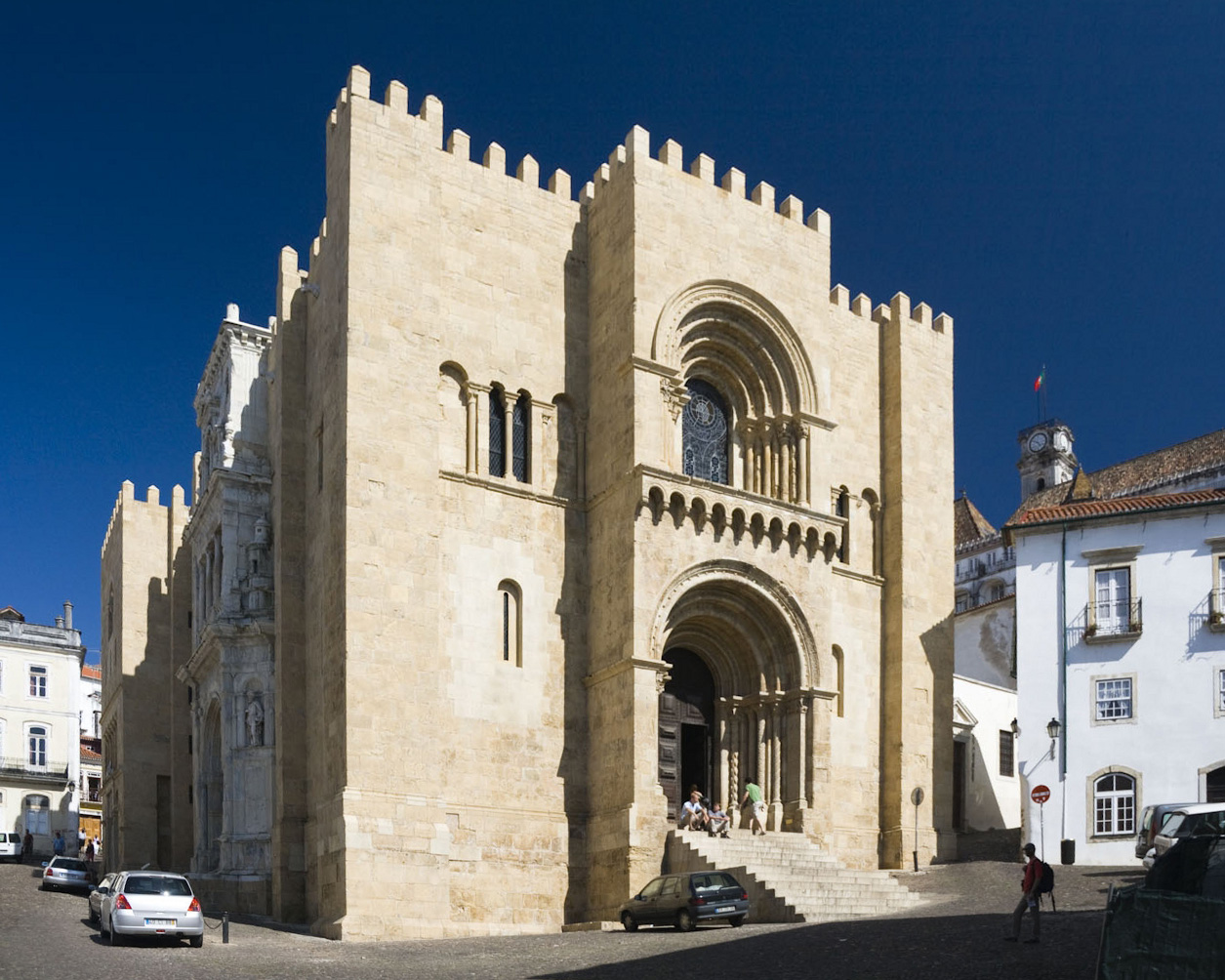
Sé Velha of Coimbra, Portugal
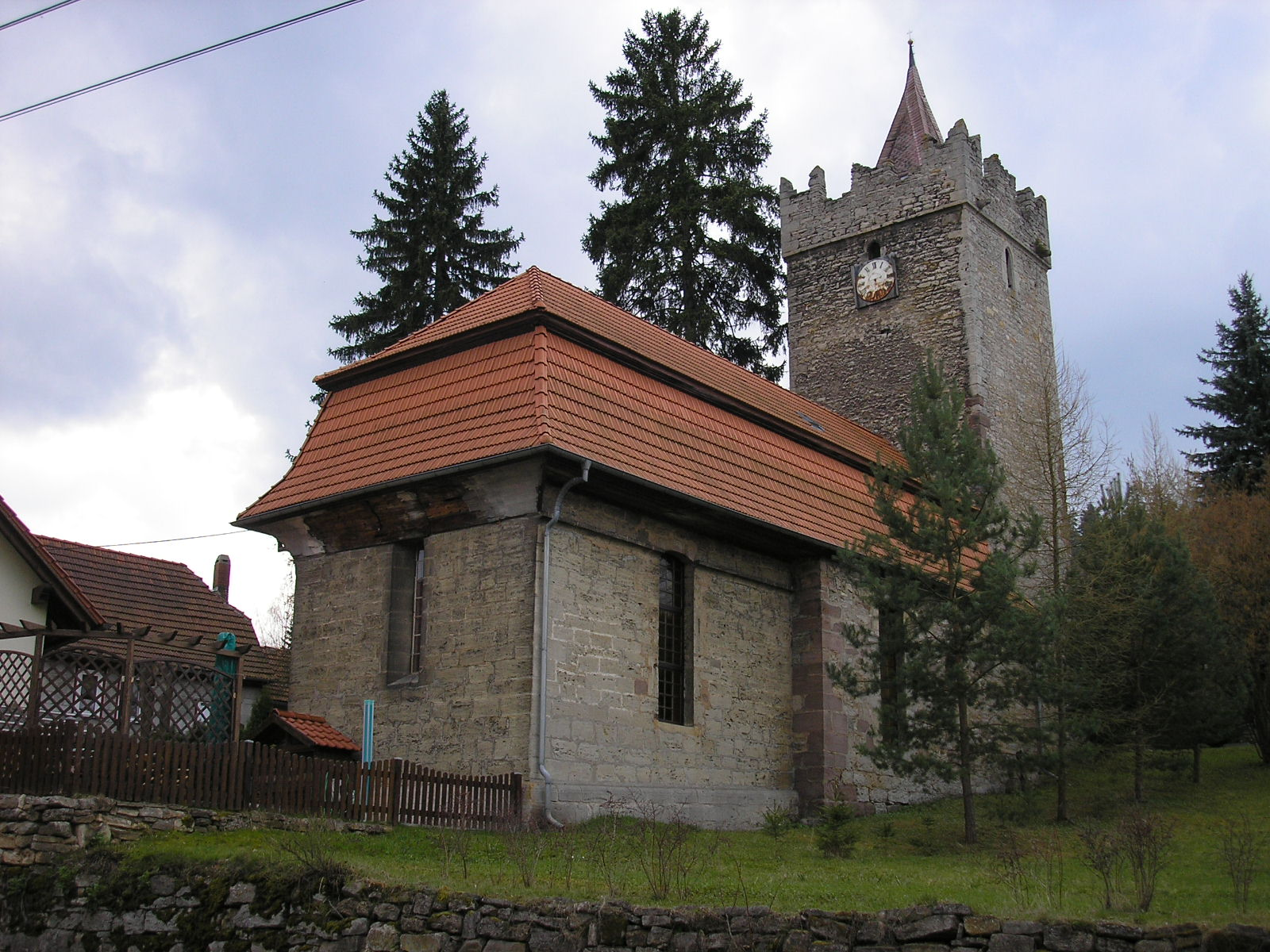
Igreja Fortificada em Kleinbreitenbach, Alemanha
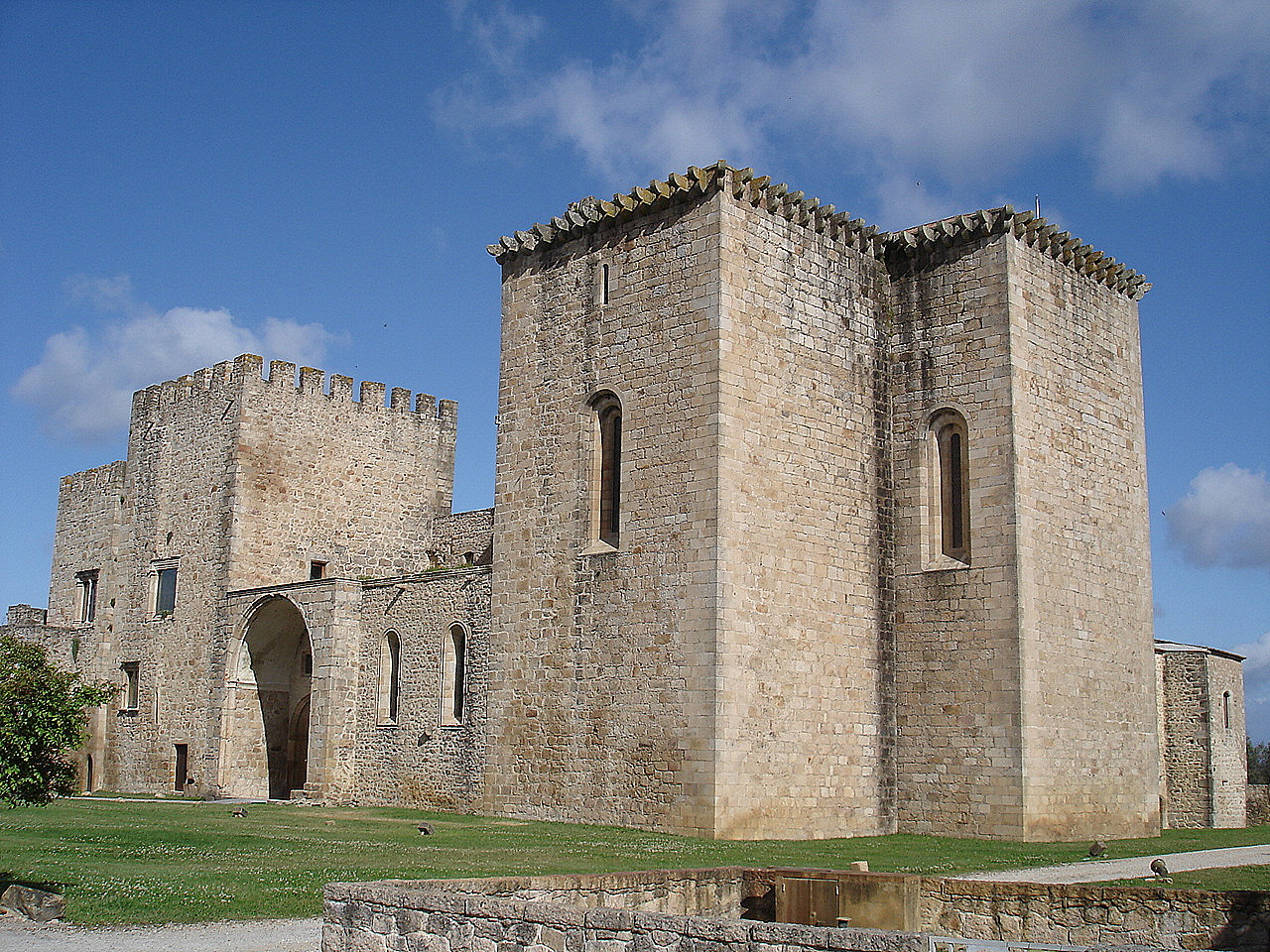
Igreja Fortificada Flor da Rosa, Portugal
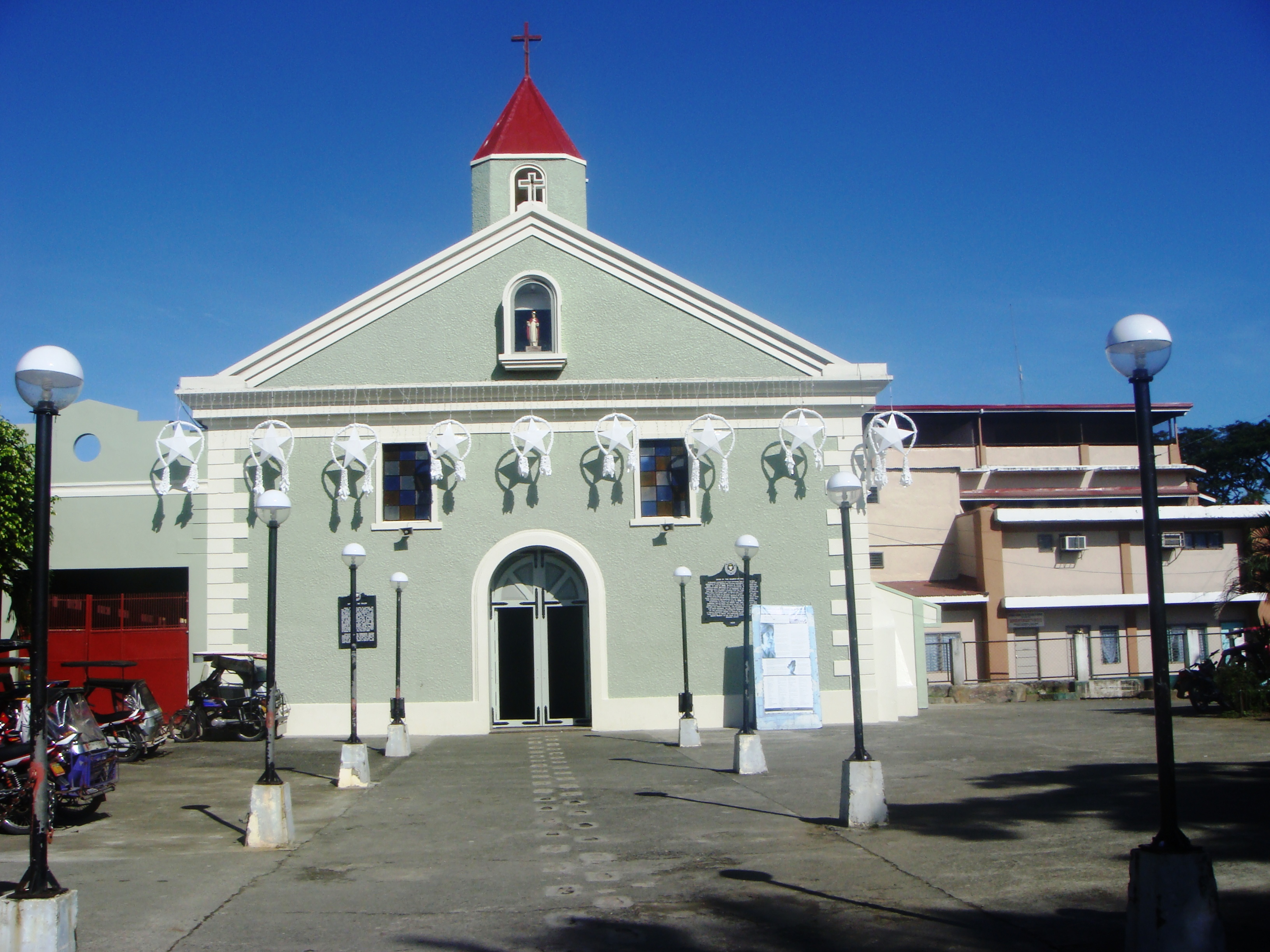
Igreja Fortificada de São Luís em Baler, Filipinas.
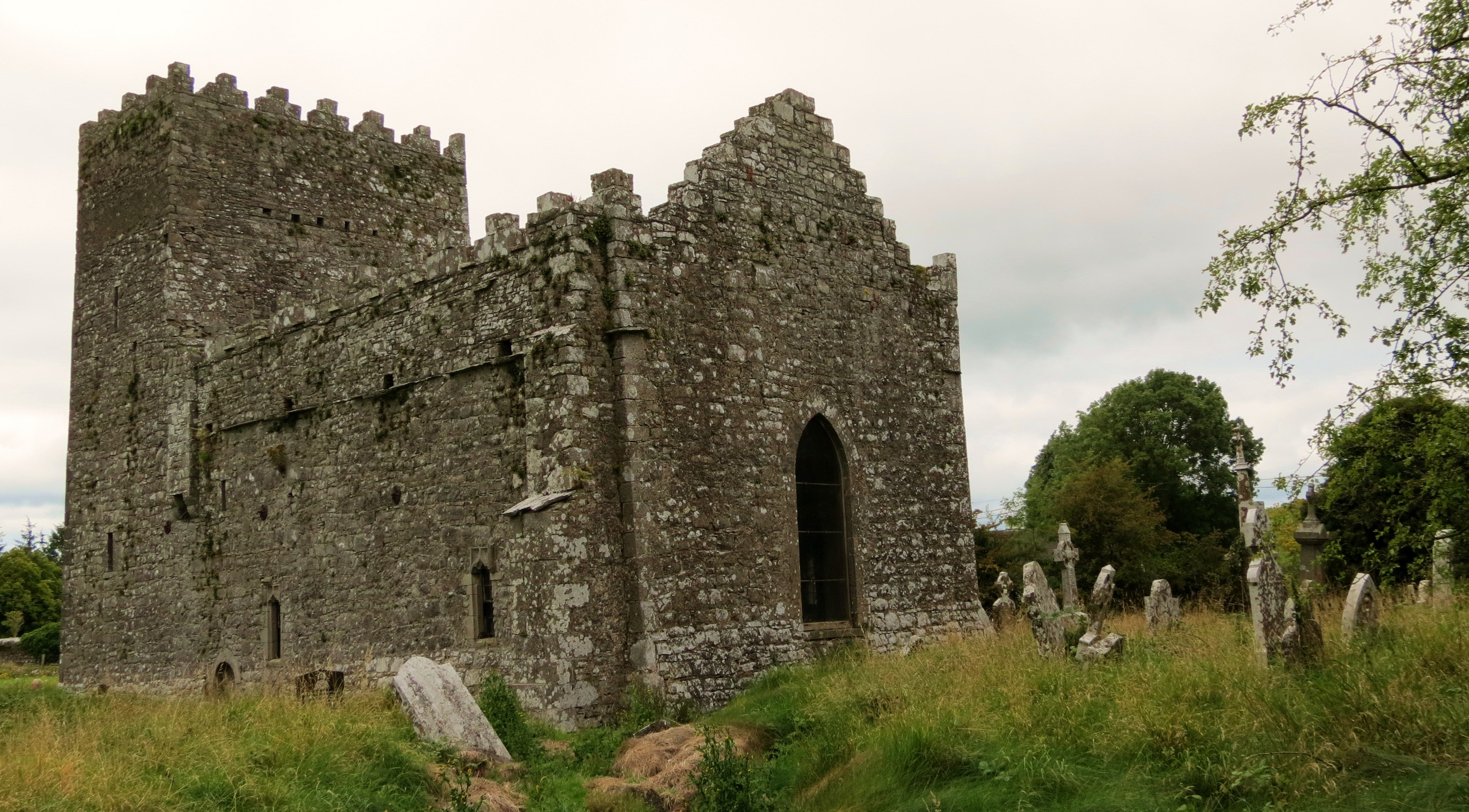
Igreja de Taghmon, Irlanda
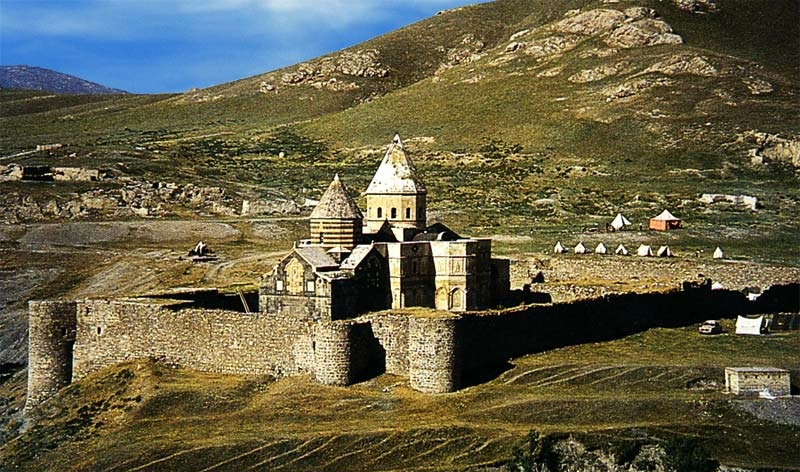
Mosteiro de São Tadeu, Irã